# Joe Lederer
Josefine „Joe“ Lederer (geboren 12. September 1904 in Wien, Österreich-Ungarn; gestorben 30. Januar 1987 in München) war eine österreichische Journalistin und Schriftstellerin.

## Leben
Josefine Lederer besuchte in Wien die Privatschule von Eugenie Schwarzwald, wechselte aber nach dem Tod ihres Vaters auf eine öffentliche Handelsschule. Nebenbei nahm sie privat Schauspielunterricht beim Burgschauspieler Karl Forest. Nachdem sie die Matura (Abitur) erreicht hatte, war sie im Büro des Bankhauses Pollak tätig. Als Lederer durch den Konkurs ihres Arbeitgebers den Arbeitsplatz verlor, engagierten sie Hugo Bettauer und Rudolf Olden als Sekretärin ihrer Zeitschrift Bettauers Wochenschrift – Probleme des Lebens.
Diese Zeitschrift war nicht unumstritten und wurde gerade aus konservativen Kreisen immer wieder angegriffen. Das Ganze eskalierte, als am 10. März 1925 der Zahntechniker Otto Rothstock in die Redaktion eindrang und auf Bettauer schoss (Bettauer verstarb an den Folgen des Attentats am 26. März 1925). Rudolf Olden verschaffte Lederer, die nach diesem Ereignis kündigen wollte, eine Stelle als Privatsekretärin bei seinem Bruder, dem Schriftsteller Balder Olden.
Ab 1926 lebte Lederer als Privatsekretärin Balder Oldens in Berlin und konnte dort zwei Jahre später mit ihrem Roman Das Mädchen George debütieren. Differenzen um Lederers Geburtsjahr stammen aus dieser Zeit. In der Werbung für ihren Erstlingsroman war die Kernaussage die Jugendlichkeit der Autorin. In der Tagespresse firmierte Lederer immer wieder als die deutsche Colette. Neben ihrem Roman und Novellen, die nun in rascher Folge erschienen, schrieb sie auch für den Film.
Gleich nach der Machtübernahme der Nationalsozialisten versuchte Lederer ihr wirtschaftliches Auskommen zu sichern. Am 8. September 1933 wurde sie, trotz jüdischen Glaubens, Mitglied der Reichsschrifttumskammer. Im darauffolgenden Jahr durfte noch ein kleiner Roman erscheinen, im Juli 1935 wurde ihr gesamtes literarisches Werk verboten.
Lederer emigrierte 1934 nach Shanghai und arbeitete dort als Kindermädchen. Doch nachdem sie sich mit Tuberkulose angesteckt hatte, kehrte sie im Laufe des Jahres 1935 nach Wien zurück. Abwechselnd lebte sie in Wien und in Positano (Italien), um ihre Krankheit auszukurieren. Obwohl 1936 der Wiener Weltbild-Verlag die Rechte an ihren Büchern übernommen hatte, ging es ihr wirtschaftlich nicht gut.
Allerdings schätzte Lederer ihre Lage auch falsch ein, da sie 1939 Hilfe ihrer Kollegin Annemarie Selinko ablehnte. Durch die Vermittlung Selinkos hätte Lederer Kontakte zum Exilverlag Allert de Lange in Amsterdam bekommen; doch Lederer wollte sich „nicht exponieren“. Nach vielen vergeblichen Versuchen bekam Lederer 1939 ein Domestic permit, das ihr die Einreise nach Großbritannien erlaubte, um dort zu arbeiten. Bis 1943 war sie als Stubenmädchen im Hause des Industriellen Gordon Turner tätig. In dessen Haus traf sie u. a. ihre Kollegen Hilde Spiel, Stéphane Roussel und Peter de Mendelssohn wieder.
1944 fand sie eine Anstellung als Sekretärin und Übersetzerin beim Foreign Office in London und war hier bis 1952 tätig. 1946 wurde ihr die britische Staatsbürgerschaft verliehen. Nach Kriegsende blieb sie noch einige Jahre in London und kehrte 1956 nach Deutschland zurück.
Sie ließ sich in München als freie Schriftstellerin nieder und wurde vom Verleger Kurt Desch unter Vertrag genommen. 1973 gehörte Lederer dann auch zu den Opfern des sogenannten Deschskandals, bei dem Desch in den 1970er Jahren viele seiner Autoren – so auch Lederer – um die ihnen zustehenden Tantiemen gebracht hatte. Somit blieben auch jetzt ihre finanziellen Probleme schier unlösbar. Deshalb arbeitete sie streckenweise als Lektorin für verschiedene Zeitungen und schrieb auch einige Drehbücher fürs Fernsehen. Daneben übersetzte sie einiges (meistenteils noch unveröffentlicht) aus dem Englischen und begann ihre Autobiographie (ebenfalls unveröffentlicht) zu schreiben. Sie war Mitglied des P.E.N.-Zentrums.
Im Alter von 82 Jahren starb Joe Lederer fast vergessen am 30. Januar 1987 in München in einem Krankenhaus und wurde auf dem Münchener Waldfriedhof in einem Urnengrab beigesetzt.

## Werke (Auswahl)
- Das Mädchen George. Roman – Wegweiser Verlag, Berlin 1928 (Nachdruck Igel Verlag, Hamburg 2008, ISBN 978-3-86815-035-3).
- Musik der Nacht. Roman – Universitas Verlag, Berlin 1930.
- Drei Tage Liebe. Roman – Universitas Verlag, Berlin 1931 (Nachdruck Desch Verlag, München 1956, enthält auch Bring mich heim)
- Bring mich heim. Roman – Universitas Verlag, Berlin 1932, (Nachdruck Ullstein Verlag, Frankfurt am Main 1960)
- Unter den Apfelbäumen. Roman – Universitas Verlag, Berlin 1934 (Nachdruck Ullstein Verlag, Frankfurt am Main 1992, ISBN 3-548-40141-4)
- Blatt im Wind. Roman – Zeitbild Verlag, Wien/Leipzig 1936 (Nachdruck Heyne Verlag, München 1965)
- Blumen für Cornelia. Roman – Zeitbild Verlag, Wien/Leipzig 1936 (Nachdruck Lübbe Verlag, Bergisch Gladbach 1984, ISBN 3-404-10416-1)
- Ein einfaches Herz. Roman – Zeitbild Verlag, Wien/Leipzig 1937 (vom Desch Verlag lizenzierter Zeitungsabdruck in Fortsetzungen, 1956;[3] Nachdruck Ullstein Verlag, Frankfurt am Main 1963)
- Heimweh nach Gestern. Erzählung – Universitas Verlag, Berlin 1951 (m. Illustrationen von Hildegard Roedelius)
- Unruhe des Herzens. Roman – Desch Verlag, Wien 1956 (Nachdruck Ullstein Verlag, Frankfurt am Main 1994, ISBN 3-548-23023-7)
- Letzter Frühling. Roman – Desch Verlag, Wien 1957 (Nachdruck Heyne Verlag, München 1966)
- Sturz ins Dunkel. Roman – Desch Verlag, Wien 1957 (Nachdruck Heyne Verlag, München 1969)
- Entführt in Schanghai. Jugendbuch – Ensslin & Laiblin, Reutlingen 1958 (m. Illustrationen von Gerhard Pallasch, früherer Titel: Fafan in China)
- Die törichte Jungfrau. Heiterer Roman – Desch Verlag, Wien 1960 (Nachdruck Ullstein Verlag, Frankfurt am Main 1993, ISBN 3-548-23071-7)
- Von der Freundlichkeit der Menschen. Kurzgeschichten – Desch Verlag, Wien 1965 (Nachdruck Ullstein Verlag, Frankfurt am Main 1991, ISBN 3-548-22625-6)
- Ich liebe dich. Fünf Geschichten aus meinem Leben – Desch Verlag, Wien 1975 (Nachdruck Langen-Müller, München 2000)
- Tatmotiv Liebe. Sieben Mordfälle, die Kriminalgeschichte machten – Moewig Verlag, Rastatt 1981